# Capela de Nossa Senhora da Guia (Macau)
A Capela de Nossa Senhora da Guia, a Fortaleza da Guia e o Farol da Guia fazem parte da lista dos monumentos históricos do "Centro Histórico de Macau", por sua vez incluído na Lista do Património Mundial da Humanidade da UNESCO.
A Capela de Nossa Senhora da Guia, também chamada de Ermida de Nossa Senhora da Guia, foi construída por volta de 1622 no interior de Fortaleza da Guia.
Originalmente, esta ermida era administrada por freiras clarissas, que residiram no local até à fundação do Convento de Santa Clara. Algumas lendas locais contam que, durante a tentativa de invasão holandesa (1622), a imagem da Virgem Maria saíu da capela e estendeu o manto para afastar as balas dos inimigos. Nesta ermida, foram sepultados alguns missionários do século XVII.
O Farol da Guia situa-se nas proximidades desta capela.
A fachada da capela é de cor branca e simples, com um frontão triangular assente sobre pilastras de cor amarela. Esta pequena capela, de nítido traçado português, é composta por um pequeno coro-alto, situado por cima da zona da entrada, e por uma nave de 16m por 4,7 m. As suas grossas paredes, decorados com pinturas murais, sustentam a abóbada interior. O telhado, em forma de arco, está coberto com telhas tradicionais vermelhas, feitos de cera.
Em 1998, durante a realização de trabalhos de manutenção, foram descobertas pinturas murais no seu interior. Estas pinturas foram tapadas por camadas de cal, depositadas ao longo de quase dois séculos. Estes frescos ilustram personagens bíblicas e as suas respectivas histórias, e também ilustram figuras de estilo chinês (ex: morcegos, leões de pedra, bonsai…). É a única capela existente no Sul da China com pinturas decorativas no interior, representando perfeitamente um exemplo da dimensão multicultural de Macau (um lugar onde a cultura ocidental e oriental encontram-se e convivem harmoniosamente).

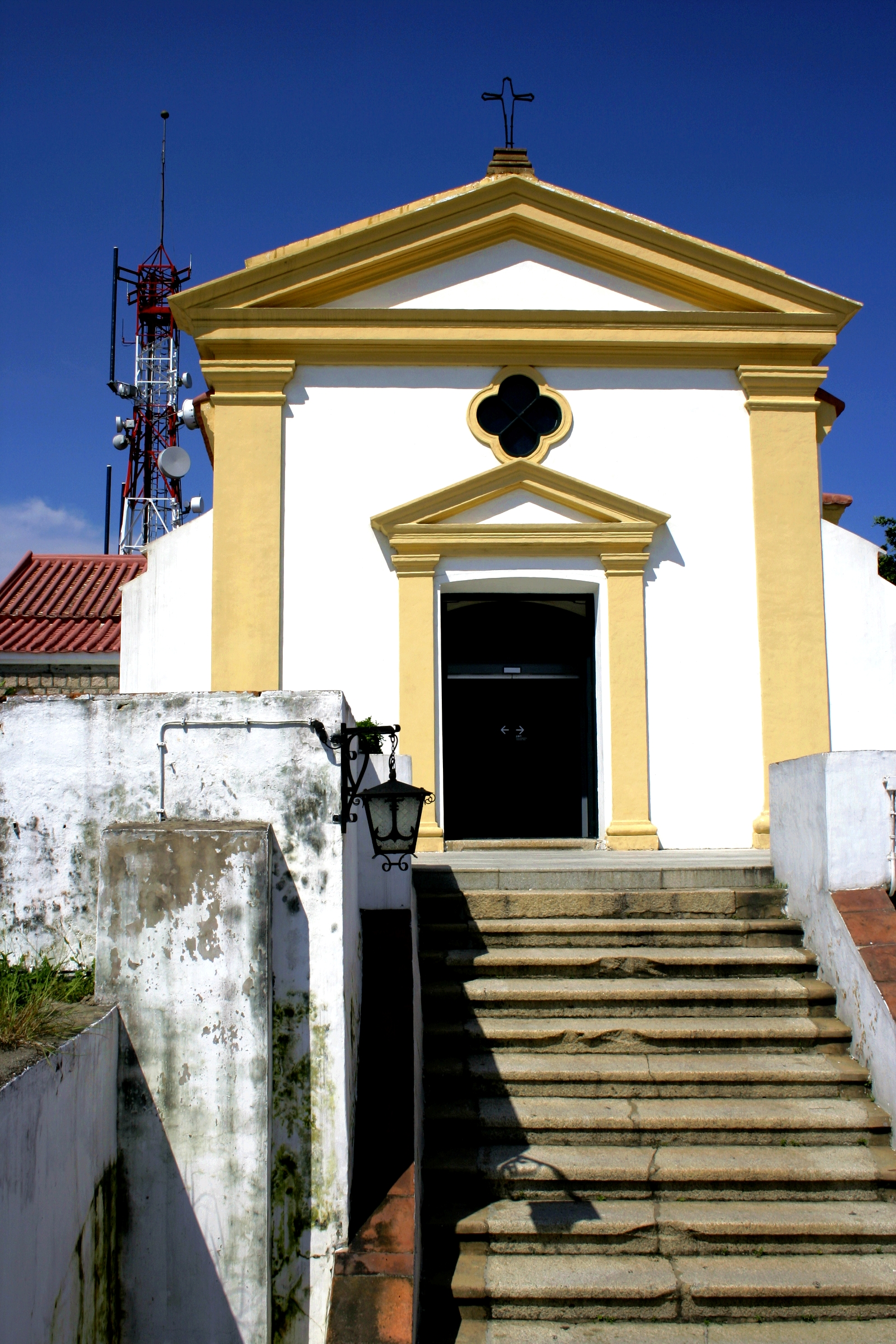
Fachada da Capela da Nossa Senhora da Guia
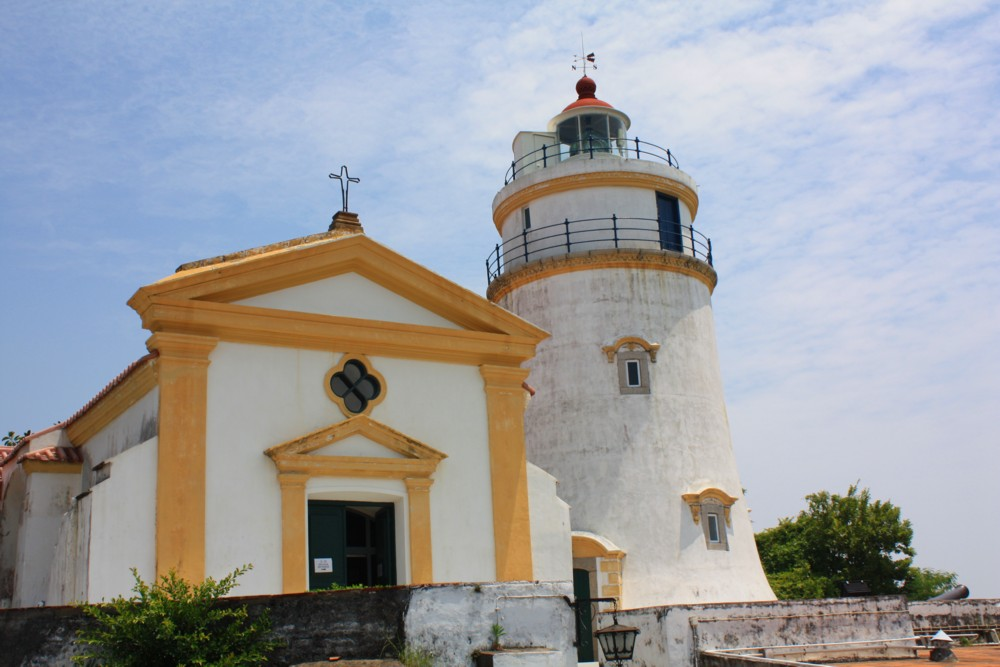
Capela e Farol da Guia
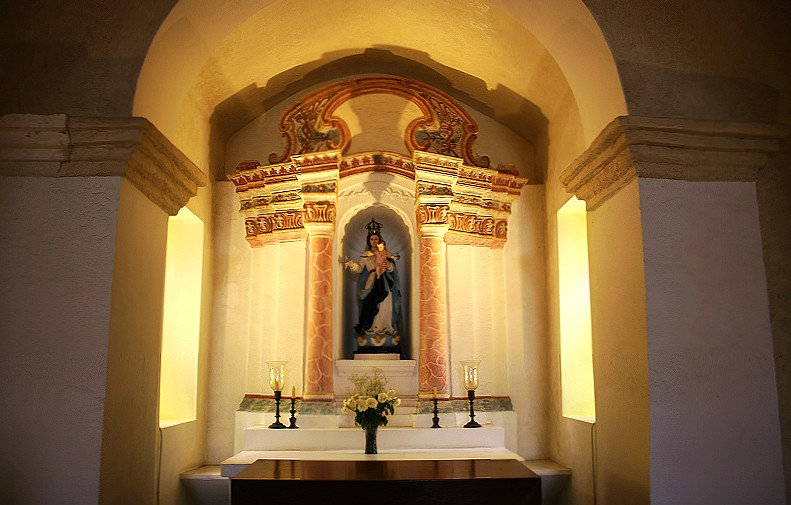
Altar
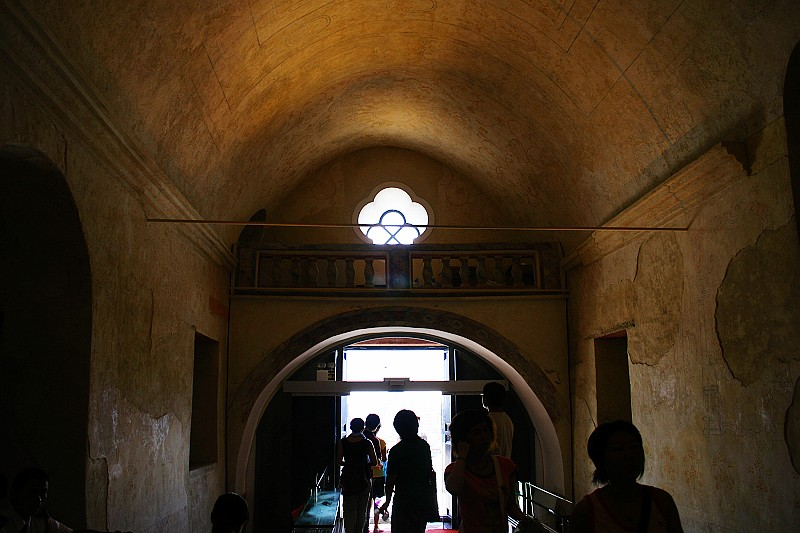
Interior da Capela